# کوجی یاماموتو (بازیکن بسکتبال)
کوجی یاماموتو (انگلیسی: Koji Yamamoto; ۲۸ ژوئیهٔ ۱۹۵۲ – ۲۹ مارس ۲۰۰۱) بازیکن بسکتبال اهل ژاپن بود.